# Ванновское
Ванно́вское — село в Тбилисском районе Краснодарского края.
Административный центр Ванно́вского сельского поселения.

## География
Село расположено в 2 км от левого берега Кубани, в 4 км на юго-восток от районного центра — станицы Тбилисской.

## История
Активное переселение значительных групп немцев из Бессарабии и Таврической губернии на левобережье Кубани началось после окончания Кавказской войны и по окончании Крымской войны 1853—1856 года. Немцев в первую очередь привлекала дешёвая и плодородная земля и независимость их колоний. Немецкие колонисты занимались преимущественно сельским хозяйством. Сперва немецкие колонисты заселяли Ейский уезд, а затем, в течение 2-3 десятилетий, они обустроились почти по всей Кубани, предпочитая, однако её среднее и верхнее течение.
В 1868 году была образована колония Эйгенфельд — восемь бессарабских немцев купили у отставного генерала Маркозова 1535 десятин земли. На эту территорию приехало свыше 40 семейств немцев из Бессарабии. На следующий год приехала новая партия бессарабских немцев. Они поселились западнее Эйгенфельда, основав колонию Розенфельд (ныне село Шереметьевское). Затем прибыла третья партия бессарабских колонистов, основавшая колонию Александрфельд (село Леоновское). Немецкие колонисты селились в данной местности потому, что она соответствовала их практическим соображениям, вследствие полной изолированности их участка от соседства русских поселений. Впоследствии на этом пространстве образовалась Эйгенфельдская волость, в состав которой вошли три упомянутые колонии, семь «экономии» частных земледельцев и девять хуторов смешанного населения. Эйгенфельдская волость находилась в северной части Закубанья и простиралась от востока к западу верст на 40 в длину по течению реки Кубани и от севера к югу верст на 13.
Колония Эйгенфельд, Кубанской области Кавказского отдела расположилась в полосе частных владельцев — собственников, в 4 верстах от станицы Тифлисской; с севера была ограничена землями с хутором отставного полковника Терешкевича (ныне хутор Северин, с востока — участком в 500 десятин землевладельца Пеховского, с запада — участком колонии Розенфельд.

## Хозяйство и быт немцев колонии

### Планировка улиц, особенности строительства домов
При основании колонистами селений Эйгенфельд, Розенфельд, Александрфельд улицы закладывались просторные, чистые, с обилием растительности. Отсюда и дворы у этнических немцев были очень просторны. Каждому колонисту под поместье отводилось около 2200 квадратных сажень земли. Разделялись они с одной стороны постройкой жилого дома, с другой — садом, так как забора практически не существовало. У большинства жителей дворы со стороны улицы были совершенно разгорожены или обнесены загородкою «в три просвета», которая служила для защиты деревьев и цветников от скота.
Жилые дома колонистов строились перпендикулярно по отношению к улице. Форма строения была четырёхугольная. Строительство жилого дома было весьма длительным и кропотливым делом. Занимало оно все три летних месяца. Дома были волоковые. Ширина наружных стен была от 70 до 80 сантиметров. В строительстве дома участвовали все родственники. Они делали замес выкладывали ровно на метр в высоту. Затем давали им хорошо высохнуть, после чего вновь делали замес и выводили стены. По мере строительства на определённом уровне ставились окна. Они были относительно большими, что делало комнаты светлыми и просторными. После того как до конца были выведены стены, плотники ставили деревянный верх крыши и накрывали её камышом или черепицей. В основном крыши были двухскатные.
Дома были опрятными, белыми: их ставили фасадом к улице; « чистая комната» (горница) 2-3 окнами смотрела на широкую улицу. Дом (14 на 19 метров) состоял из трёх- четырёх комнат и веранды. Он делился на прихожую, в которой двери прямо вели на кухню, направо — в горницу, где жили старшие члены семейства и принимались гости, и налево, где жило молодое поколение. Те, кто побогаче, могли позволить себе иметь особую столовую комнату. Деревянные полы стелились только в горнице, в остальных комнатах пол был глинобитным. В кухне устраивался открытый очаг с плитою, и под ним — жестяной или турлучный « зонтик», от которого и поднимались ровная труба с весьма, просторным жерлом (в неё свободно мог проскользнуть человек). Внутри этих труб были вделаны на определённом расстоянии друг от друга железные прутья, на которые подвешивались колбасы, окорока, утки, гуси и копчения. Топка производилась соломою или кизяком.
За жилым домом, по одну с ним линию, тянулись хозяйственные постройки: конюшни, хлева, сараи с земледельческими орудиями, амбары. «Саж» для свиней, погреб, и амбары ставились отдельно от общего корпуса хозяйственных построек. В каждом дворе обязательно были деревянный сарай для инвентаря и техники, летняя кухня с печью, в которой пекли хлеб, погреб с каменными ступеньками. Внутри него было очень просторно. Посреди погреба был сложен очаг, по сторонам стояли столы, по стенам размещались полки, по потолку- жерди, на которых висели целые свиные туши, свинина копчёная, варёная, солёная и пр.; гуси, утки, иная домашняя живность; масло, сыры, фрукты: яблоки, груши, сливы, персики — разные сушёные, мочёные, вяленые, свежие (висели они на сломанных ветках, поэтому очень долго сохраняли свою свежесть). В глубине погреба находились бочки с различными сортами вина и пивом. Конечно же, не у всех колонистов были такие обильные погреба.
На одну улицу приходилось по несколько колодцев. Их строили сообща на 6-8 дворов. Но в каждом дворе был «бассейн». Он наполнялся дождевой водой летом, а зимой его набивали снегом. В случае необходимости за водой ходили и на реку.
При усадьбе обязательно были огороды и сады. Среди плодовых деревьев -абрикосы, яблони, сливы, персики. Обязательно сажали одно дерево грецкого ореха. Вишни использовались для приготовления вина. На небольшом огородике сажали необходимые для повседневного потребления овощи: лук, петрушку, картофель, салат, морковь, капусту, огурцы, тыквы, арбузы, дыни, томаты.
Основав новую колонию, этнические немцы рассаживали вдоль дорог, тропинок, перед домом, в саду и вообще, где только было свободное место земли цветы: ночные фиалки; белый нарцисс, шиповник, «сладкий корень» и особенно розы.

### Домашняя обстановка, мебель, посуда, утварь
В комнате (горнице) наблюдалась пестрота убранства стен и переднего угла и полное отсутствие икон. Картинки, букетики искусственных цветов, фамильные портреты своих и чужих родственников, портреты Бисмарка, Лютера с женою и без жены, его сподвижников — учеников Мелахтона и других, портреты германских государей, князей и принцев и даже рисунки своих детей и «мульмайстеров» (школьных учителей), которые разными красками воспроизводили букетики цветов, херувимчиков, барашков — таково убранство двух передних стен чистой немецкой комнаты. В «святом углу» находились изображения Младенца Христа, его Матери, портреты Лютера, Меланхтона и других протестантских учителей, портреты российского Государя, Государыни и послушника престола и, самое главное для каждого немца, это свидетельство о полученном им школьном образовании, его вделывали в рамку под стекло и занимало оно почетное место возле Лютера.
В комнате находилась немецкая постель с балдахином, горою тюфяков, перин, подушек. Кровать с балдахином была так высока, что для того, чтобы на неё забраться делалась особая лесенка или табуретка. Как таковых одеял зимних не было, а укрывались немцы тюфяками, которых у них было очень много. Постельное белье отличалось безукоризненной чистотой. Простыни, наволочки, полог балдахина, убранство самой постели были украшены ручной вышивкой немецких женщин, в комнате так же могли находиться стулья, столы, диван, комод, посудный шкаф. Верхняя его часть обязательно была под стеклом, где симметрично были расставлены тарелки, супники и другая посуда, ребрами на полке и рисунками наружу. Достоянием практически каждой немецкой семьи были швейная машинка, настенные часы, скрипка или какой-нибудь духовой инструмент, детские игрушки, изображавшие домашних животных.
У более богатых колонистов стены комнат были расписаны масляной краской, потолок — синей или жёлтой охрой. Пол выкрашивали шахматным рисунком, здесь могли находиться орган или пианино, масса нот и разных духовных и светских периодических и ежедневных изданий (журналов и газет) из Америки, Германии, Одессы. Такая богатая обстановка встречалась только у немецких бюргеров и ремесленников. А остальные жили гораздо проще, обстановку в доме имели скромнее и полы посыпали песком. В таких домах для сидения служили лавки покрытые половиками, имели резные ножки и украшения по бокам. В резьбе немцев преобладал в основном квадратный рисунок. Одежду складывали в очень чудесные резные комоды. В комнатах стояли две простые деревянные кровати и одна раскладная.
На кухне всегда находилось несколько чугунков. Существовал даже специальный чугунок для приготовления немецких штрунделей. У каждого члена семьи была своя деревянная ложка по особому выточенная. Посуда для первых блюд, кринки и кувшины для хранения молока и сливок стояла в отведенном месте на кухне. Деревянную посуду изготавливали зачастую сами. Это были всевозможные поварешки, дуршлаг, каталки, толкушки, ведра низкие с железными ручками.

### Земледелие
Немцы Эйгенфельдской волости занимались скотоводством, садоводством, хлебопашеством и табаководством. Но самым главным их занятием было хлебопашество. Выращивали также и кукурузу.
Пастбищным местом для гулевого скота с весны служило пространство между Кубанью и колонистскими поселениями. И только после снятия всех урожаев хлебов и огородных овощей в южной части участка, стада пускали на пастьбу и в южную сторону, на бывшие покосные места, на поля и огороды. Большинство колонистов, за вычетом полос от общего своего участка, на которых постоянно находились виноградники, огороды и табачные плантации, всю остальную часть участка делили на две части, из которых на одной года четыре засевали хлеба, кормовые травы и бахчи, а на другой производили покос. Это связано с тем, что все были собственниками и поступали со своими участками по личному усмотрению.
Обработка земли под посев злаков совершалась двух- и трёхлемешными плугами Эккера и экспликаторами-пукорями и скоропашками. Способ обработки земли был обыкновенный. Но некоторые колонисты под озимый посев производили пахоту одновременно с посевом: сперва засевали ниву, а потом уже её вспахивали, забороняли. Этот оригинальный способ обработки земли имел свои достоинства и недостатки. Засеянное таким образом поле выигрывало только в дождливую осень и весну, когда зерно, вспаханные до 3 вершков в землю, глубоко пускало корни и обильно питались подпочвенной влагою. Кроме того, хлеба, засеянные таким способом, более крепко сидели в земле, имели стебли в основании в 2 раза толще обыкновенного. Легкость плугов, рослые и сильные лошади (быками немцы не пахали), ровная поверхность почвы участков позволяли пахоту производить детям от 10 до 15 лет. Пора пахоты открывалась с 30 июля, покос в колониях начинался с 15 мая, с 15 по 20 июня принимались жать озимую пшеницу, потом последовательно яровые хлеба, с 3 по 10 июля была оживленная свозка сжатых хлебов в селение во дворы и молотьба.
Все немцы Эйгенфельдской волости избегали молотить хлеб на молотилках, в особенности на паровых. У них были все усовершенствованные земледельческие орудия, но молотилок не было ни у кого. Так как они были предубеждены против них и не верили в их практичность. К паровой молотилке прибегали только те, у кого было очень много хлеба, после чего его старались побыстрее сбыть на рынке. Колонисты для молотьбы использовали лошадей и каменный каток. Убирали они свой хлеб жниткою, которых на 3-5 дворов насчитывалось около 35 штук стоимостью каждой от 15 до 300 рублей. Поэтому уборка хлеба производилась очень быстро. Главный сбыт хлебов из экономии и колоний производился на Кавказскую железнодорожную станцию и редко в селение Армавир.
Покосу в Эйгенфельдской волости уделялось особое внимание. Ещё недели за две до покоса возле моста, в роще у генерала Терешкевича, постепенно собирались с разных концов России и Кавказа партии косарей с семьями и без них. Эти партии ежедневно росли и постепенно превращались в многотысячную разношерстную массу.
Существовало три условия найма косарей: от круга, от десятины и поденно. Плата за покос, например, в 1892 году была, от круга 8 рублей, от десятины 2 рубля 50 копеек, поденно 75-80 копеек. Эта дешевизна была связана с громадным наплывом народа из голодных губерний России. К немцам косари нанимались охотней и даже не торговались в цене, так как они не торопили с работою, хорошо кормили и расплачивались без вычет в отличие от экономии. Поэтому немцы всегда быстро оканчивали свой небольшой покос и успевали к соседям — овцеводам на покос копны, то есть копну хозяину, а копну себе. В зимнее время немцы прикупали сено в экономиях и свой скот кормили очень щедро. Кроме сена, давали ему ещё и «сечку» — рубленную солому в смеси с кормовыми травами и солью.

### Обряды немцев Эйгенфельда

#### Рождество
Немцы Тбилисского района отмечали рождество 25 декабря. Подготовка к этому празднику шла целый месяц, назывался он Адвент. В течение всего декабря, каждую неделю, на столе зажигали по свече. И к 25 декабря, в отведённом месте, великолепно украшенном, сгорало четыре свечи. С утра этого дня все жители Розенфельд собирались на службу в церкви. В этот день она была по-особому украшена. В специально отведённой части церкви был составлен сюжет Рождества Христова. И войдя в церковь каждый должен был к нему подойти.
В церкви мужчины занимали места по правую сторону, женщины по левую. Играл орган. Служба проходила на одном дыхании.
В этот день существовал обычай собираться всем родственникам в семейной обстановке и устраивать обильные застолья с обязательным присутствием вьшечки национальных пирогов Kucha.
Праздник продолжался под игру на духовных инструментах и пением песен.

#### Празднование «троицы» — Pfingsten.
Троица отмечала раньше конец весны и отражала культ расцветающей живой природы. В этот день девушки старались украсить подворья, как и комнаты в доме, чистым речным песком и собираемыми различными лекарственными травами. На
улице, как возле, так и во дворе, дорожки аккуратно посыпали ярко-жёлтым песком. Девушкам приходилось носить его издалека. Но случалось, что песок привозили юноши, причём тем девушкам, которые им нравились. Иногда у одного двора оказывалось по несколько куч песка. Девушки, нарвав трав и цветов, украшали дома снаружи и изнутри. В комнатах их развешивали на стенах. Закладывали за портреты. Свежеприготовленную траву расстилали ковром на полу, раскладывали на подоконниках. Повсюду в доме
ставили букеты цветов.
В этот день готовилась лишь обрядовая еда. Традиционная кулинария — вершина национального кулинарного искусства — предоставляла возможность каждой хозяйке проявить свои способности. Обрядовая еда, принимаемая в радостной обстановке, в кругу родных и близких, обогащала повседневный быт немцев.
В эту ночь женихи тайно прибивали к воротам своих девушек самую пышную ветку дерева, украшенную лентами или гребешками. Девушкам же «нехорошего поведения» вымазывали дом грязью, а на ворота вешали грязный мешок или перед двором рассылали солому. В такой день все могли видеть, где живут достойные, завидные невесты.

#### Свадебный обряд
Личное знакомство молодых людей и их симпатия друг к другу начиналась задолго до свадьбы и проходила на глазах у всех. Их сближение нарастало при взаимных встречах, которые происходили, главным образом, по воскресеньям и праздничным дням, в послеобеденное время, в доме той подруги, которая была или помолвлена с кем-нибудь, или пользовалась особым уважением со стороны других. Кавалеры же должны были приходить со своими музыкальными инструментами. Веселье сопровождалось танцами, песнями, шутками. На таких собраниях и зарождались первые проблески любви между молодыми людьми, которые взаимно изучая друг друга и трезво взвешивая выгоды между собой брачного союза, решались соединить свои судьбы браком. Влюбленная парочка начинала постепенно отделяться от общественных собраний и чаще уединяться. После чего не они, а их посещали друзья и подруги, а молодой человек становился частым гостем своей возлюбленной и её родителей в их доме.
Спустя некоторое время, в один из праздничных дней, молодой человек приходил к родителям невесты для того, чтобы официально попросить её руки. Поздоровавшись и стоя у порога, будущий зять со смущением заводил разговор о хозяйстве и прочих побочных предметах. Родители невесты понимали, что в этот момент он меньше всего думал о хозяйстве, но тему разговора поддерживали, приглашали его садиться или другим способом поощряли его к откровенности. После чего молодой человек мог смело приступать к изложению цели своего визита. Если предложение было принято начинались обычные для этнических немцев совещания родственников обеих сторон по поводу сватовства и решению многих свадебных вопросов. Если исход совещаний старших членов семейств был положительным, то в ближайший, праздничный день молодой человек приходил к своей избраннице уже формальным женихом. Родители невесты встречали его приветливо и называли сыном, но со свадьбой не спешили, а давали молодым людям достаточно времени, чтобы они получше узнали друг друга.
Свадебный сезон в немецких селениях совпадал с приездом пастора, что случалось 2-3 раза в год. Вся община очень тщательно готовилась к его приезду. Пастор за короткое время пребывания в общине с утра до вечера был занят отправлением церковных служб, отпеванием умерших, чтением молитв над новорожденными, которых крестил кюстер и совершал различные приходские требы.
Приготовление к свадьбе начиналось за 1-2 дня до бракосочетания и состояла прежде всего в приглашении гостей. С этой целью отправлялись посещать всех знакомых молодой пары два шафера на разукрашенной лентами бричке. Для определения количества гостей они брали специально приготовленный длинный посох. Поездка их сопровождалась шумом, свистом, хлопаньем кнутов и ружейными выстрелами. Последнее производилось у самой двери посещаемого дома. Глашатаев угощали, иногда им давали деньги. Каждый приглашенный, который обязывался прийти на свадьбу, должен был к посоху глашатаев привязать какую-нибудь ленточку. Когда последний из приглашенных прикреплял ленточку, на палке не было свободного места, так как посох был весь «увенчан» ими. Из собранных ленточек делали звезды и искусственные цветы для украшения лошадей и свадебной тачанки, чему уделялось большое внимание. На лоб лошадям вешались звезды, по бокам — колокольчики, из белого материала шили колпачки на уши и «носки» на копыта, а вся упряжка украшалась искусственными цветами.
В торжественный день бракосочетания молодые сначала исповедовались и причащались.
После утренней церковной службы к невесте собирались родственники и одевали её к венцу. Подвенечные уборы невесты, жениха и шаферов имели свои особенности. Невесте не накалывали на грудь цветов, не покрывалась она и фатою, но зато опоясывалась полуторавершковым, небесного цвета поясом, который, охватывая талию несколько раз, с правой стороны перевязывался бантом и опускался концами до оборки юбки. Волосы убирались венком из красных и белых цветов, от него иногда по спине опускалась до пояса широкая белая лента. Подвенечное платье было синего цвета, а платья подруг должны были быть любых других цветов. Они могли иметь с невестой только одинаковый головной убор. Жених и шафера одевались в черные костюмы. Подруги невесты прикалывали шаферам цветок с левой стороны груди, от которого спускались три разноцветные ленты с бантом у самого цветка. С левой стороны фуражки также прикалывали цветок с лентою вокруг околыша, которая спускалась до пояса. И на груди, и на фуражке шаферов цветы могли быть любого цвета. У жениха же на правой стороне груди обязательно должен быть белый цветок с широкой белой лентой. Жениха в церковь вели под руки два его друга, а невесту -две её подруги. Всего же на свадьбе было 4 дружка и 4 дружки.
В начале 1890-х годов колония была переименована в село Ванновское. Название дано в честь военного министра П. С. Ванновского.
В 1928-1941 годах село являлось центром Ванновского национального района. В 1938 году на волне борьбы с национальными административными единицами район был преобразован в "обычный"; кроме того Краснодарский крайком ВКП(б) вышел с предложением о переименовании села Ванновское в Северо-Кубанское, а района в Северо-Кубанский, мотивируя это тем, что в селе и на ближнем к нему хуторе живет значительная часть бывших бойцов Северо-Кубанского полка. Однако это предложение не было поодержано в ЦИК СССР.

## Население
| 1892  | 1897  | 1905  | 1911  | 1916 | 1918 |
| ----- | ----- | ----- | ----- | ---- | ---- |
| 303   | ↗637  | ↘635  | ↗730  | ↘729 | ↗800 |
| 1926  | 1939  | 2002  | 2010  |      |      |
| ↗1330 | ↗2062 | ↘1791 | ↘1603 |      |      |